# شاپرک زنگاری کمیاب
شاپرک زنگاری کمیاب (نام علمی: Orgyia recens) نام یک گونه از تیره شاپرکان کپه‌ای است.